# Objazda (gmina)
Objazda (do 1954 Wytowno) – dawna gmina wiejska istniejąca w latach 1973–1976 w woj. koszalińskim i woj. słupskim (dzisiejsze woj. pomorskie). Siedzibą władz gminy była Objazda.
Gmina Objazda została utworzona 1 stycznia 1973 w powiecie słupskim w woj. koszalińskim. 1 czerwca 1975 gmina weszła w skład nowo utworzonego woj. słupskiego.
1 lipca 1976 gmina została zniesiona, a jej tereny przyłączone do nowo utworzonej gminy Ustka.